# Murillo de Gállego
Murillo de Gállego (en aragonés Morillo de Galligo, o Murillo de Galligo, o también Moriello de Galligo) es un municipio y localidad española de la provincia de Zaragoza, en la comunidad autónoma de Aragón. El término municipal, que incluye también los núcleos de Concilio y Morán, tiene una población de 203 habitantes (INE 2024).

## Geografía
La localidad está ubicada en la comarca natural de la Galliguera. En el término municipal se encuentran las localidades de Concilio y Morán.

## Historia
Primera mención:
El 19 de marzo de 1033 (Ubieto Arteta, Cartulario de San Juan de la Peña, n.º 60)

## Demografía
Murillo de Gállego cuenta con una población de 203 habitantes (INE 2024).
| Gráfica de evolución demográfica de Murillo de Gállego entre 1842 y 2021                                            |
| |
| Población de derecho según los censos de población del INE Población de hecho según los censos de población del INE |

### Población por núcleos
Desglose de población según el Padrón Continuo por Unidad Poblacional del INE.
| Núcleos            | Habitantes (2021) |
| ------------------ | ----------------- |
| Murillo de Gállego | 166               |
| Concilio           | 14                |
| Morán              | 7                 |

## Economía

### Evolución de la deuda viva
El concepto de deuda viva contempla sólo las deudas con cajas y bancos relativas a créditos financieros, valores de renta fija y préstamos o créditos transferidos a terceros, excluyéndose, por tanto, la deuda comercial.
| Gráfica de evolución de la deuda viva del ayuntamiento entre 2008 y 2014                             |
| |
| Deuda viva del ayuntamiento en miles de Euros según datos del Ministerio de Hacienda y Ad. Públicas. |

La deuda viva municipal por habitante en 2014 ascendía a 943,03 €.

## Administración y política
| Período   | Alcalde                   | Partido |  |
| --------- | ------------------------- | ------- |  |
| 1979-1983 | Domingo José Pérez Jordán | UCD     |  |
| 1983-1987 |                           |         |  |
| 1987-1991 |                           |         |  |
| 1991-1995 |                           |         |  |
| 1995-1999 |                           |         |  |
| 1999-2003 |                           |         |  |
| 2003-2007 | Santiago Castán           | PP      |  |
| 2007-2011 | Luis Pérez Arenaz         | PP      |  |
| 2011-2015 | Marta de Santos Loriente  | CHA     |  |
| 2015-2019 | Marta de Santos Loriente  | Ind.    |  |
| 2019-2023 | Juan Carlos López Tisaire | PSOE    |  |
| 2023-2027 | Juan Carlos López Tisaire | PSOE    |  |

| Partido político    | Partido político                                   | 2003   | 2007   | 2011   | 2015   | 2019   | 2023   |
| Partido político    | Partido político                                   | Ediles | Ediles | Ediles | Ediles | Ediles | Ediles |
|                     | Partido de los Socialistas de Aragón (PSOE-Aragón) | —      | —      | —      | —      | 3      | 4      |
|                     | Partido Popular de Aragón (PP)                     | 4      | 4      | 2      | 1      | —      | 1      |
|                     | Partido Aragonés (PAR)                             | —      | —      | —      | 1      | 1      | —      |
|                     | Chunta Aragonesista (CHA)                          | 1      | 1      | 2      | —      | —      | —      |
|                     | Izquierda Unida (IU)                               | —      | —      | —      | —      | —      | —      |
|                     | Los Verdes (LV)                                    | —      | —      | 1      | —      | —      | —      |
|                     | Independientes                                     | —      | —      | —      | 3      | —      | —      |
|                     | Podemos-Equo                                       | —      | —      | —      | —      | 1      | —      |
| Total de concejales | Total de concejales                                | 5      | 5      | 5      | 5      | 5      | 5      |

## Patrimonio

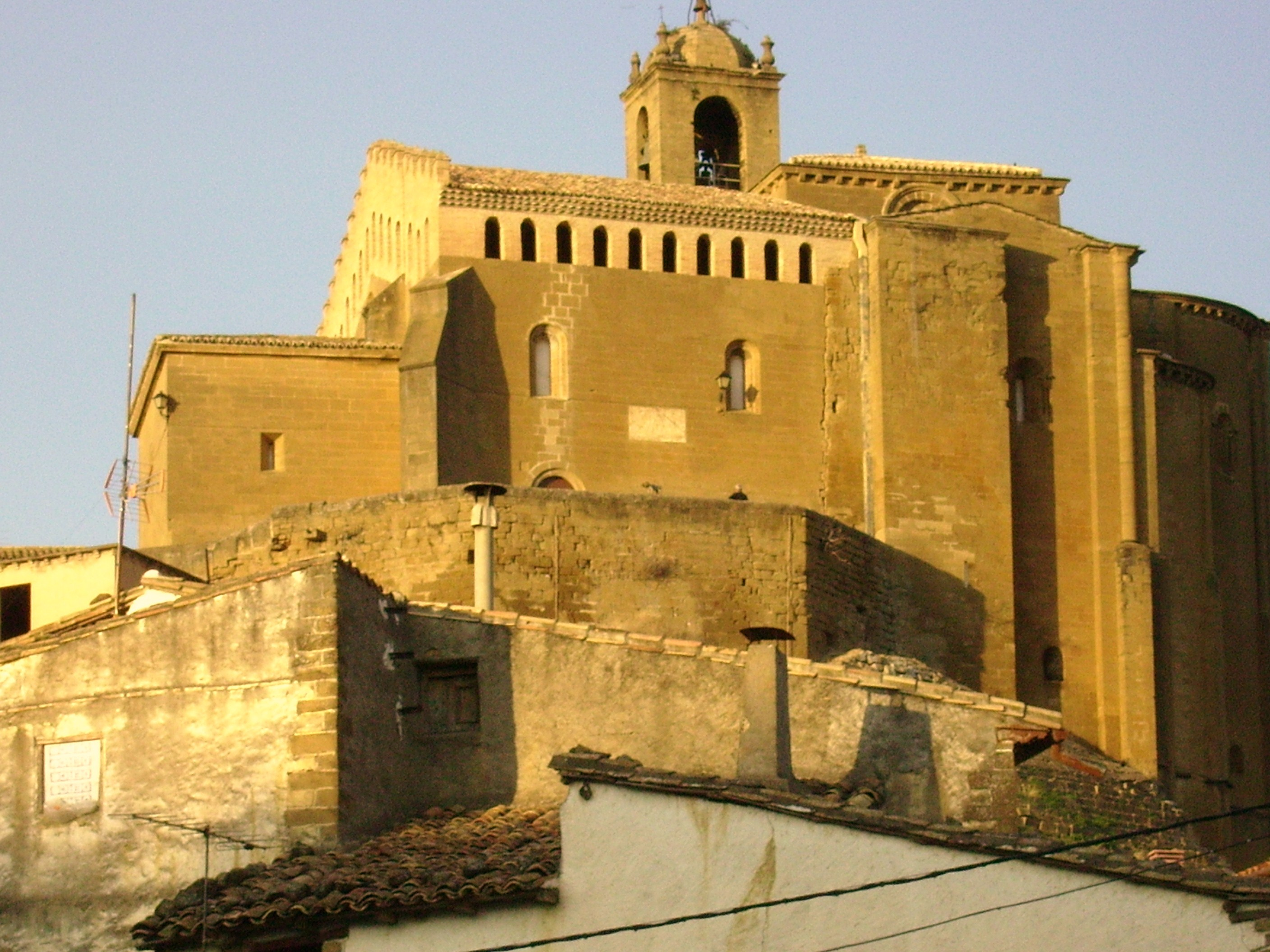
Iglesia de San Salvador

### Monumentos religiosos
- Ermita de la Virgen de la Liena
- Iglesia de San Salvador.- Declarada Bien de Interés Cultural desde el 14 de junio de 1946.

### Monumentos civiles
- Restos de un castillo del siglo XI

## Cultura
- Museo Eléctrico
- Se conserva con vitalidad sobre entre las personas mayores, el uso de la lengua aragonesa. El edificio del ayuntamiento recuperó la denominación "Casa d'a Billa" hace varios años.

## Deportes
- Deportes de Aventura

## Fiestas
- 20 de enero – en honor de San Sebastián.
- 2 de febrero – Virgen de Candelas.
- 24 de agosto – en honor a San Bartolomé.